# Vitorino José Pereira Soares

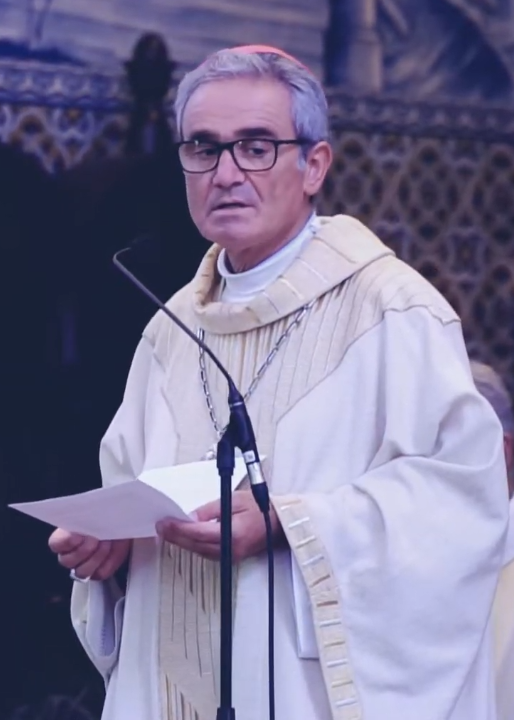
Vitorino José Pereira Soares, 2020

Vitorino José Pereira Soares (* 19. Oktober 1960 in Luzim, Penafiel, Portugal) ist ein portugiesischer Geistlicher und römisch-katholischer Weihbischof in Porto.

## Leben
Vitorino José Pereira Soares empfing am 14. Juli 1985 das Sakrament der Priesterweihe.
Am 17. Juli 2019 ernannte ihn Papst Franziskus zum Titularbischof von Gisipa und zum Weihbischof in Porto. Die Bischofsweihe erfolgte am 29. September desselben Jahres.